# Aire d'attraction de Digne-les-Bains
L'aire d'attraction de Digne-les-Bains est un zonage d'étude défini par l'Insee pour caractériser l’influence de la commune de Digne-les-Bains sur les communes environnantes. Publiée en octobre 2020, elle se substitue à l'aire urbaine de Digne-les-Bains, qui comportait 23 communes dans le zonage de 2010.

## Définition
L'aire d'attraction d'une ville est composée d’un pôle, défini à partir de critères de population et d’emploi ainsi que d’une couronne constituée des communes dont au moins 15 % des actifs travaillent dans le pôle. Le pôle d’attraction constitue ainsi un point de convergence des déplacements domicile-travail,.

## Géographie
L’aire d'attraction de Digne-les-Bains est une aire intra-départementale qui comporte 34 communes dans les Alpes-de-Haute-Provence. 

### Carte

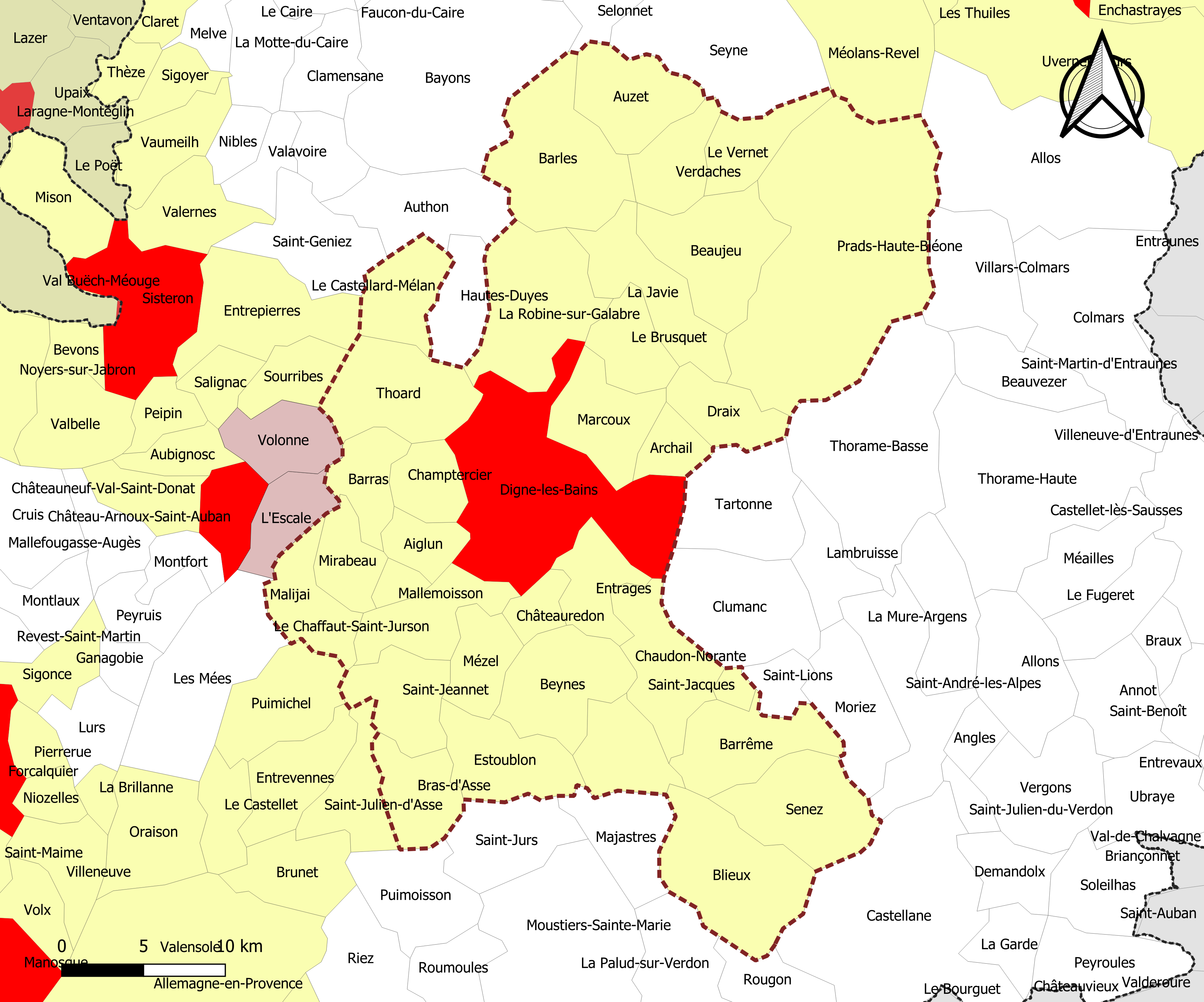
Carte de l'aire d'attraction de Digne-les-Bains.
Commune-centre
Commune de la couronne

### Composition communale
| Nom                              | Code Insee | Département             | Statut                 | Superficie (km2) | Population (dernière pop. légale) | Densité (hab./km2) | Modifier                                    |
| -------------------------------- | ---------- | ----------------------- | ---------------------- | ---------------- | --------------------------------- | ------------------ | ------------------------------------------- |
| Digne-les-Bains (commune-centre) | 04070      | Alpes-de-Haute-Provence | commune-centre         | 117,07           | 17 694 (2022)                     | 151                | modifier les données · modifier les données |
| Aiglun                           | 04001      | Alpes-de-Haute-Provence | commune de la couronne | 14,89            | 1 406 (2022)                      | 94                 | modifier les données · modifier les données |
| Archail                          | 04009      | Alpes-de-Haute-Provence | commune de la couronne | 12,99            | 14 (2022)                         | 1,1                | modifier les données · modifier les données |
| Auzet                            | 04017      | Alpes-de-Haute-Provence | commune de la couronne | 34,53            | 102 (2022)                        | 3,0                | modifier les données · modifier les données |
| Barles                           | 04020      | Alpes-de-Haute-Provence | commune de la couronne | 59,05            | 124 (2022)                        | 2,1                | modifier les données · modifier les données |
| Barras                           | 04021      | Alpes-de-Haute-Provence | commune de la couronne | 20,80            | 142 (2022)                        | 6,8                | modifier les données · modifier les données |
| Barrême                          | 04022      | Alpes-de-Haute-Provence | commune de la couronne | 37,05            | 402 (2022)                        | 11                 | modifier les données · modifier les données |
| Beaujeu                          | 04024      | Alpes-de-Haute-Provence | commune de la couronne | 45,68            | 122 (2022)                        | 2,7                | modifier les données · modifier les données |
| Beynes                           | 04028      | Alpes-de-Haute-Provence | commune de la couronne | 41,24            | 121 (2022)                        | 2,9                | modifier les données · modifier les données |
| Blieux                           | 04030      | Alpes-de-Haute-Provence | commune de la couronne | 56,80            | 52 (2022)                         | 0,92               | modifier les données · modifier les données |
| Bras-d'Asse                      | 04031      | Alpes-de-Haute-Provence | commune de la couronne | 26,10            | 559 (2022)                        | 21                 | modifier les données · modifier les données |
| Le Brusquet                      | 04036      | Alpes-de-Haute-Provence | commune de la couronne | 22,25            | 967 (2022)                        | 43                 | modifier les données · modifier les données |
| Le Castellard-Mélan              | 04040      | Alpes-de-Haute-Provence | commune de la couronne | 25,74            | 62 (2022)                         | 2,4                | modifier les données · modifier les données |
| Le Chaffaut-Saint-Jurson         | 04046      | Alpes-de-Haute-Provence | commune de la couronne | 36,20            | 689 (2022)                        | 19                 | modifier les données · modifier les données |
| Champtercier                     | 04047      | Alpes-de-Haute-Provence | commune de la couronne | 18,31            | 785 (2022)                        | 43                 | modifier les données · modifier les données |
| Châteauredon                     | 04054      | Alpes-de-Haute-Provence | commune de la couronne | 10,53            | 74 (2022)                         | 7,0                | modifier les données · modifier les données |
| Chaudon-Norante                  | 04055      | Alpes-de-Haute-Provence | commune de la couronne | 37,48            | 180 (2022)                        | 4,8                | modifier les données · modifier les données |
| Draix                            | 04072      | Alpes-de-Haute-Provence | commune de la couronne | 23,04            | 113 (2022)                        | 4,9                | modifier les données · modifier les données |
| Entrages                         | 04074      | Alpes-de-Haute-Provence | commune de la couronne | 22,61            | 100 (2022)                        | 4,4                | modifier les données · modifier les données |
| Estoublon                        | 04084      | Alpes-de-Haute-Provence | commune de la couronne | 33,85            | 480 (2022)                        | 14                 | modifier les données · modifier les données |
| La Javie                         | 04097      | Alpes-de-Haute-Provence | commune de la couronne | 37,27            | 374 (2022)                        | 10                 | modifier les données · modifier les données |
| Malijai                          | 04108      | Alpes-de-Haute-Provence | commune de la couronne | 26,56            | 2 019 (2022)                      | 76                 | modifier les données · modifier les données |
| Mallemoisson                     | 04110      | Alpes-de-Haute-Provence | commune de la couronne | 6,04             | 968 (2022)                        | 160                | modifier les données · modifier les données |
| Marcoux                          | 04113      | Alpes-de-Haute-Provence | commune de la couronne | 32,17            | 460 (2022)                        | 14                 | modifier les données · modifier les données |
| Mézel                            | 04121      | Alpes-de-Haute-Provence | commune de la couronne | 21,36            | 617 (2022)                        | 29                 | modifier les données · modifier les données |
| Mirabeau                         | 04122      | Alpes-de-Haute-Provence | commune de la couronne | 18,22            | 508 (2022)                        | 28                 | modifier les données · modifier les données |
| Prads-Haute-Bléone               | 04155      | Alpes-de-Haute-Provence | commune de la couronne | 165,64           | 174 (2022)                        | 1,1                | modifier les données · modifier les données |
| La Robine-sur-Galabre            | 04167      | Alpes-de-Haute-Provence | commune de la couronne | 45,91            | 292 (2022)                        | 6,4                | modifier les données · modifier les données |
| Saint-Jacques                    | 04180      | Alpes-de-Haute-Provence | commune de la couronne | 4,66             | 72 (2022)                         | 15                 | modifier les données · modifier les données |
| Saint-Jeannet                    | 04181      | Alpes-de-Haute-Provence | commune de la couronne | 21,14            | 48 (2022)                         | 2,3                | modifier les données · modifier les données |
| Senez                            | 04204      | Alpes-de-Haute-Provence | commune de la couronne | 70,27            | 156 (2022)                        | 2,2                | modifier les données · modifier les données |
| Thoard                           | 04217      | Alpes-de-Haute-Provence | commune de la couronne | 43,69            | 741 (2022)                        | 17                 | modifier les données · modifier les données |
| Verdaches                        | 04235      | Alpes-de-Haute-Provence | commune de la couronne | 22,92            | 60 (2022)                         | 2,6                | modifier les données · modifier les données |
| Le Vernet                        | 04237      | Alpes-de-Haute-Provence | commune de la couronne | 23,05            | 124 (2022)                        | 5,4                | modifier les données · modifier les données |

## Démographie
Cette aire est catégorisée dans les aires de moins de 50 000 habitants, une catégorie qui regroupe 12,2 % de la population au niveau national,.